# 百泉镇 (辉县市)
百泉镇，是中华人民共和国河南省新乡市辉县市下辖的一个乡镇级行政单位。

## 行政区划
百泉镇下辖以下地区：
百泉村社区、湖东社区、梅溪社区、铁北社区、郊东社区、八盘磨社区、楼根社区、东刘店社区、小屯村社区、杨庄社区、赵庄社区、王家庄社区、西王庄社区、西刘店社区、梅溪村、小官庄村、大官庄村、五里沟村、后爻村、付庄村、东井峪村、西井峪村、土坡村、石棚村、上吕村、下吕村、北关村、南关村、赵雷村、张雷村、方山村、大官庄社区和小官庄社区。